# یودای ناگانو
یودای ناگانو (ژاپنی: 永野 雄大؛ زادهٔ ۲۲ ژانویهٔ ۱۹۹۸) یک بازیکن فوتبال اهل ژاپن است.
از باشگاه‌هایی که در آن بازی کرده‌است می‌توان به باشگاه فوتبال گراونز کیتاکیوشو اشاره کرد.